# Derşida
Derşida – wieś w Rumunii, w okręgu Sălaj, w gminie Bobota. W 2011 roku liczyła 1837 mieszkańców.